# Skånelaholms slott

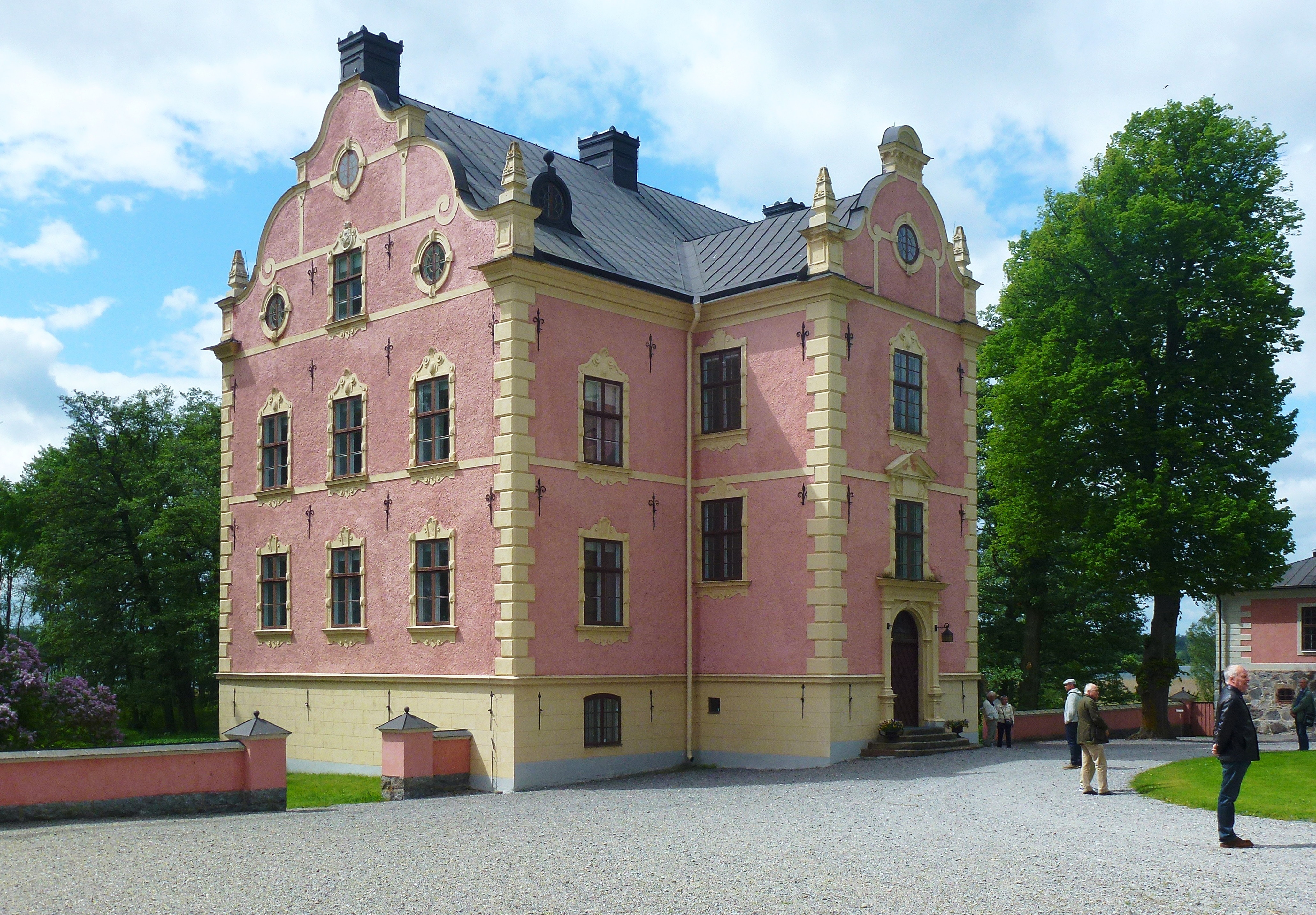
Skånelaholms slott, 2015.

Skånelaholm (äldre stavning Skånellaholm) är ett lantslott i Skånela socken i Sigtuna kommun i Uppland. Slottet med rötter tillbaka till 1200-talet innehåller samlingar av allmogemöbler och husgeråd, donerade av Herbert Rettig. En magasinsflygel innehåller ett vagnmuseum med gamla hästfordon. Skånelaholm visas för allmänheten under sommarhalvåret. Huvudbyggnaden av tegel i två våningar byggdes på 1640-talet och fick sitt nuvarande utseende 1891. Skånelaholm förklarades som byggnadsminne 1965.

## Historia

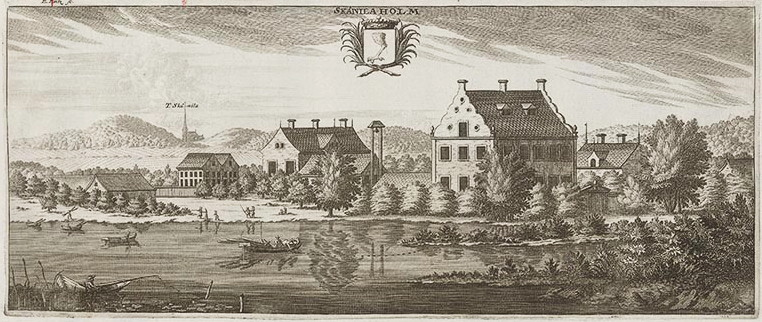
Slottet i Suecia antiqua et hodierna.

Skånelaholm ligger i Skånela socken vid sjön Fysingen. Egendomen tillhörde under 1200-talet kung Magnus Ladulås, som 1276 sålde den till Sko kloster. Godset drogs in till kronan vid Gustav Vasas reduktion och köptes 1641 av landshövdingen och diplomaten Andreas Gyldenklou. 
Gyldenklou ägnade sig åt omfattande affärs- och godstransaktioner och var innehavare av gods i Södermanland, Västergötland och Bremen-Verden. Gyldenklou gav området det utseende det hade i Suecia-verket och hans ättlingar innehade det till 1735, bland dem sonen Gideon Gyldenklou (död 1676) och sonsonen Anders Gideon Gyldenklou (död 1733). 
Slottet vars grundmurar härstammar från medeltiden tros ha varit färdigbyggt 1641 eller 1643. Vid restaureringsarbeten har bland annat ett spisfragment påträffats med det Gyldenklouska vapnet och årtalet 1643, därav har man dragit slutsatsen att det var det år slottet färdigställdes. Vid den tiden stod vattennivån i Fysingen högre. Parken sträckte sig en bit ut i sjön och hade en kaj. 
År 1742 köptes Skånelaholm av kommerserådet Frans Jennings, som 1753 instiftade det som fideikommiss för sin ätt. Vid Gustaf Adolf Fredrik Jennings död 1843 ärvdes fideikommisset inte av hans son, som var det vanliga, utan av hans änka Eva Maria Charlotta Piper (1813-1895), som innehade det som änkesäte på livstid. Hon ska ha avstått från att gifta om sig med Theodor Ankarcrona, trots en ömsesidig förälskelse, eftersom hon förlorade fideikommisset vid omgifte och varken hon eller Ankarcrona annars hade tillgångar.
Sista arvinge till slottet var Julia Augusta Jennings (1868-1951) gift med Pehr Rabe. Fideikommisset upplöstes 1918 och egendomen såldes till godsägaren Gösta Belfrage som lät genomföra en del renoveringar.

## Byggnad, arkitektur och renoveringar

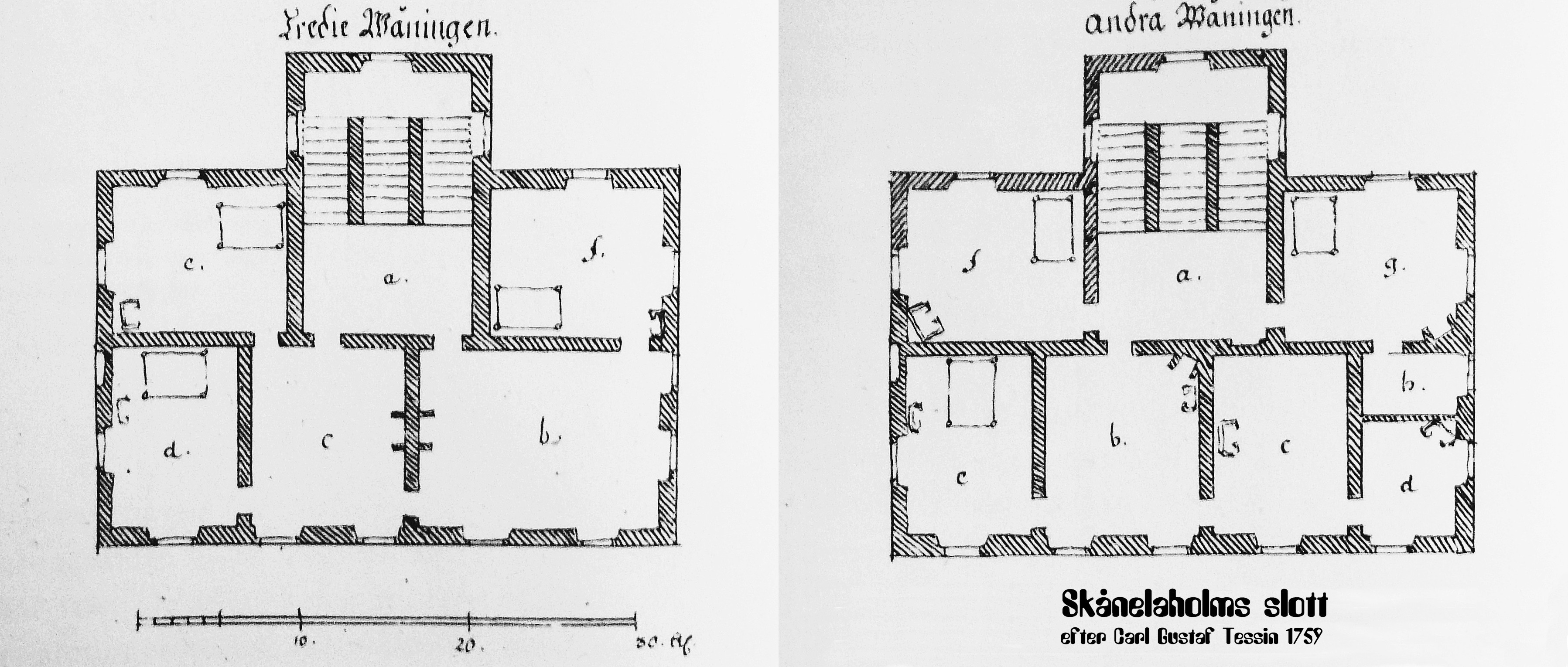
Skånelaholms slott, ritning från 1759 upprättad av Carl Gustaf Tessin.

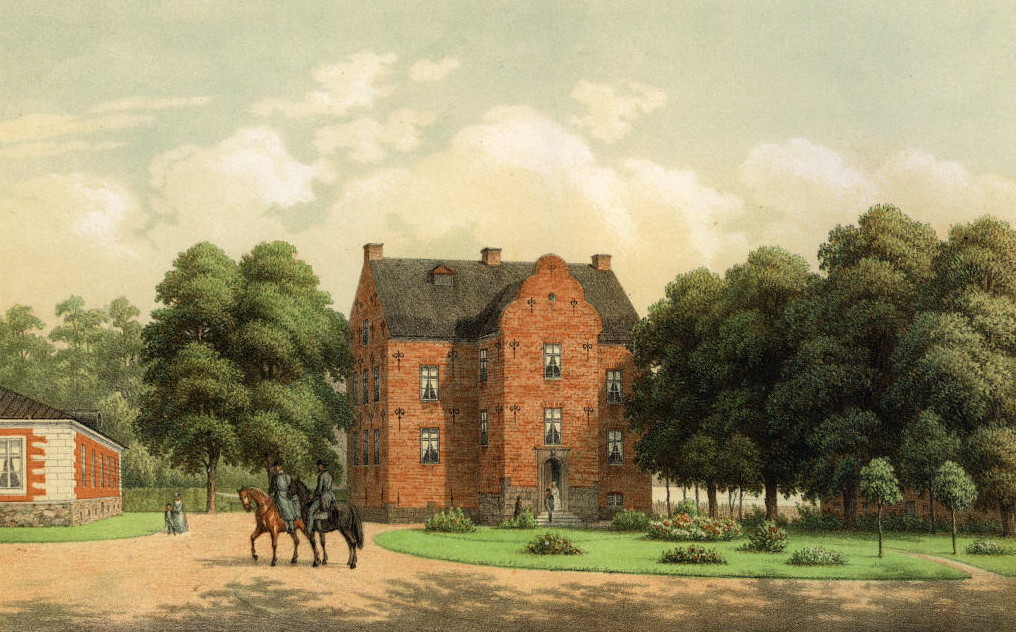
Skånelaholms utseende 1881.

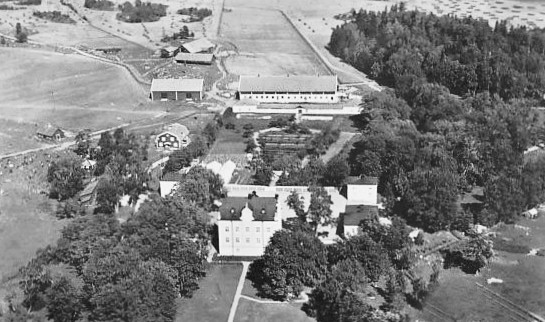
Flygfoto över Skånelaholm.

Skånelaholms slott består av en huvudbyggnad och fyra fristående flyglar, två inre och två yttre. De fyra flyglarna byggdes under Jennings familj omkring 1760, troligen efter ritningar av Jean Eric Rehn. Huvudbyggnadens arkitekt är okänd men 1759 upprättade Carl Gustaf Tessin ritningar över slottet. Byggnadens arkitekturstil är nederländsk senrenässans och påminner om Salnecke slott i Gryta socken, Enköpings kommun.
Slottets huvudfasad är riktad mot landsidan längs en axel som flankeras av flygelbyggnaderna och fortsätter i en fruktträdgård. Hela anläggningen avslutas i nordost av en stor, symmetrisk anordnad ekonomibyggnad. Huvudbyggnaden är rektangulär med brant sadeltak och två huvudvåningar, en uppstickande källarvåning och två vindsvåningar. Ursprungligen var slottet oputsat med bara röda tegelfasader och taket täckt med spån. På 1750-talet genomfördes en större renovering, då byttes fönstren ut till något större än tidigare. Möjligen putsades slottet med en tunn slätputs vid samma tillfälle. På en illustration från 1881 syns slottet med oputsade, röda tegelfasader.
År 1891 genomgick slottets yttre en omfattande förändring och erhöll dagens utseende. Huset fick då en stilrestaurering i ”1600-talsrenässans” som innebar att fasaderna spritputsades och försågs med dekorationer, hörnkedjor och omfattningar i slätputs. Gavlarna smyckades med voluter och obelisker i betong, placerade över hörnen. Samtidigt byttes nästan samtliga fönsterbågar ut och yttertaket lades om med plåt. År 1979 kom nästa fasadrenovering  under ledning av arkitekt Ove Hidemark. Vid det tillfälle fick slottet sin nuvarande färgsättning: rosa fasader med beige lister och omfattningar. Flygelbyggnaderna gavs ungefär samma utseende, dock är listverket gråvitt.
I början av 2000-talet var putsen återigen i dåligt skick med putsbortfall och bom-puts med dåligt fäste till underlaget på många ställen. Även de slätputsade fönsteromfattningarna var skadade i större omfattning. Man beslöt att bevara och återställa huset till 1891 års utseende. Nya obelisker tillverkades av fiberbetong med de befintliga som förebild, ett nytt vapen göts i gips och en profilmall tillverkades för lagning av skadade fönsteromfattningar. Hela arbetet avslutades år 2007.

## Slottet idag
Slottet köptes 1929 av folklivsforskaren och historikern Herbert Rettig som donerade det och dess samlingar till Vitterhetsakademien 1962. Familjen Rettig bodde i en liten lägenhet på vinden när de vistades i slottet. Fram till 1985 bodde fru Ing-Marie Rettig (1915-1995) på Skånelaholm men sedan dess är slottet inte längre bebott. Det visas sommartid för besökare. Parken är alltid öppen för allmänheten.

### Exteriörbilder

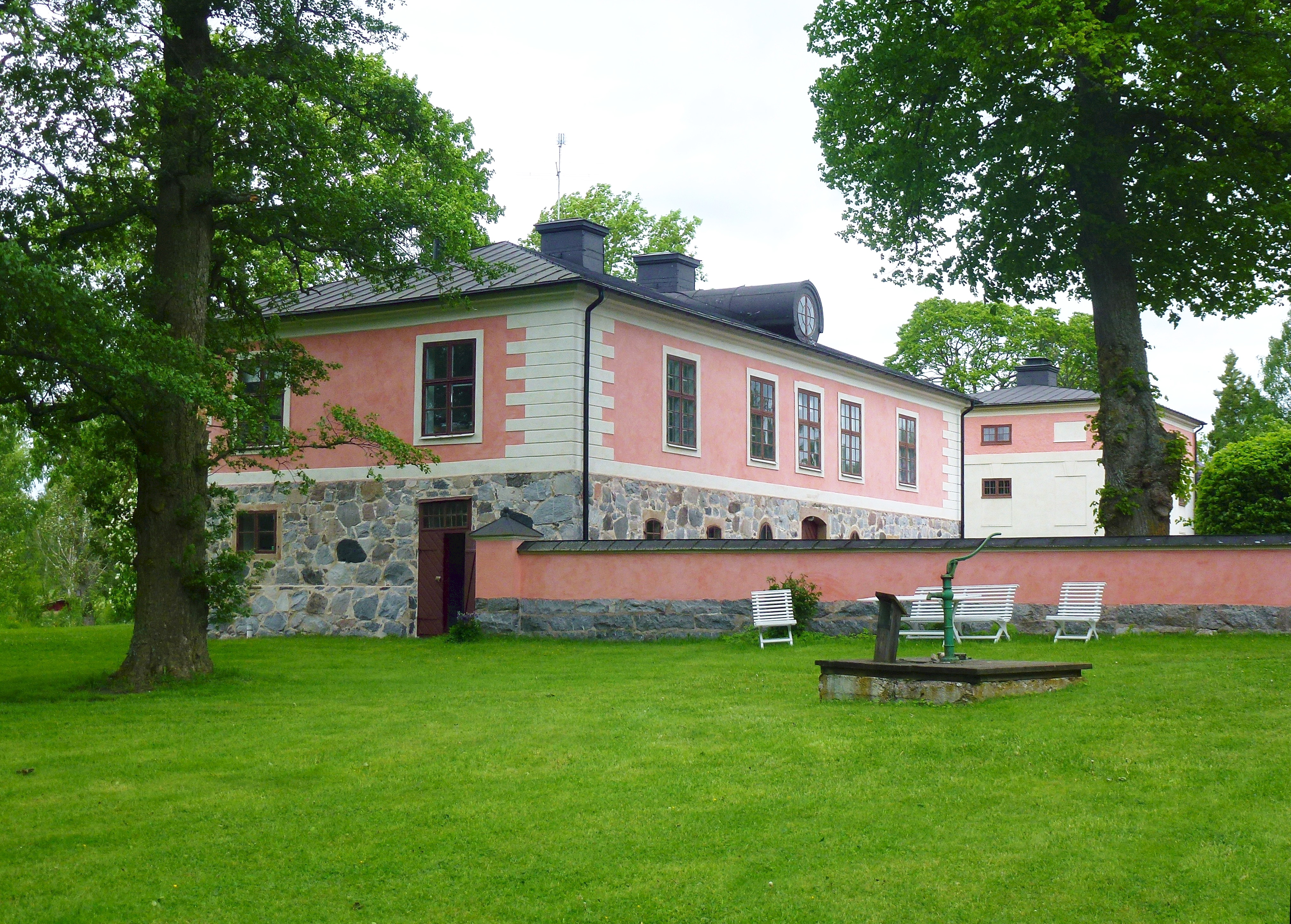
Flyglarna mot nordväst
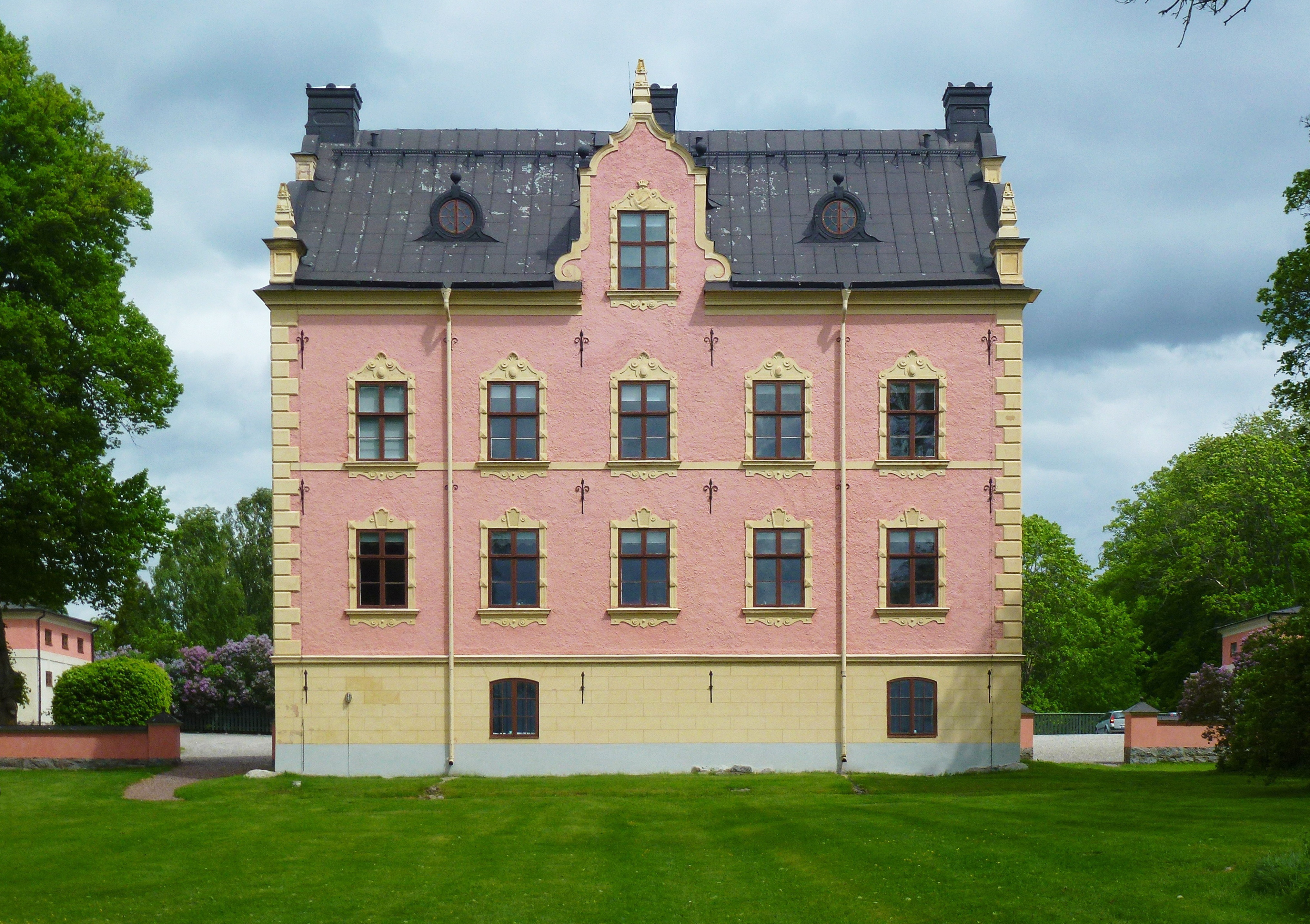
Huvudbyggnad mot sydväst
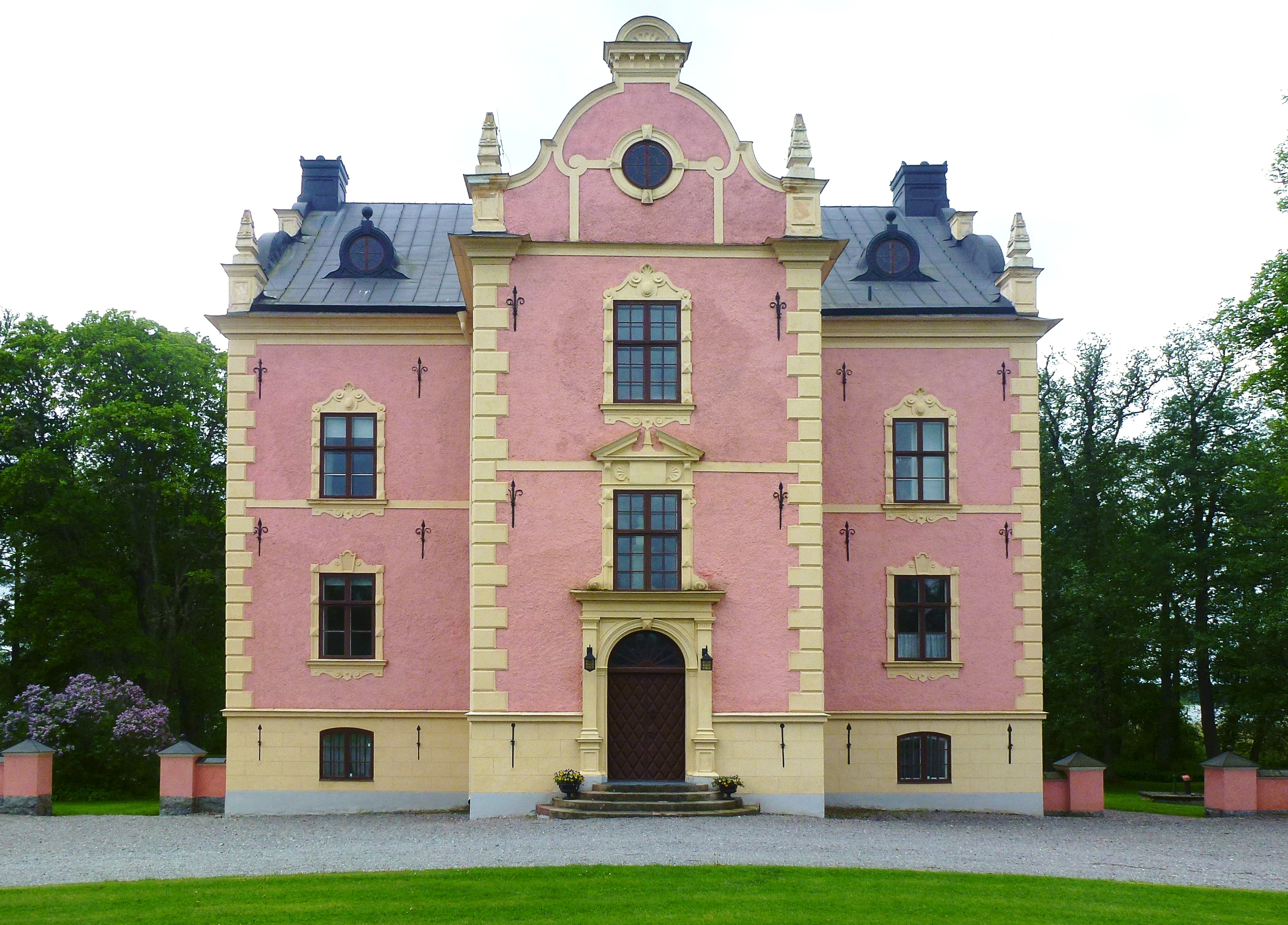
Huvudbyggnad mot nordost
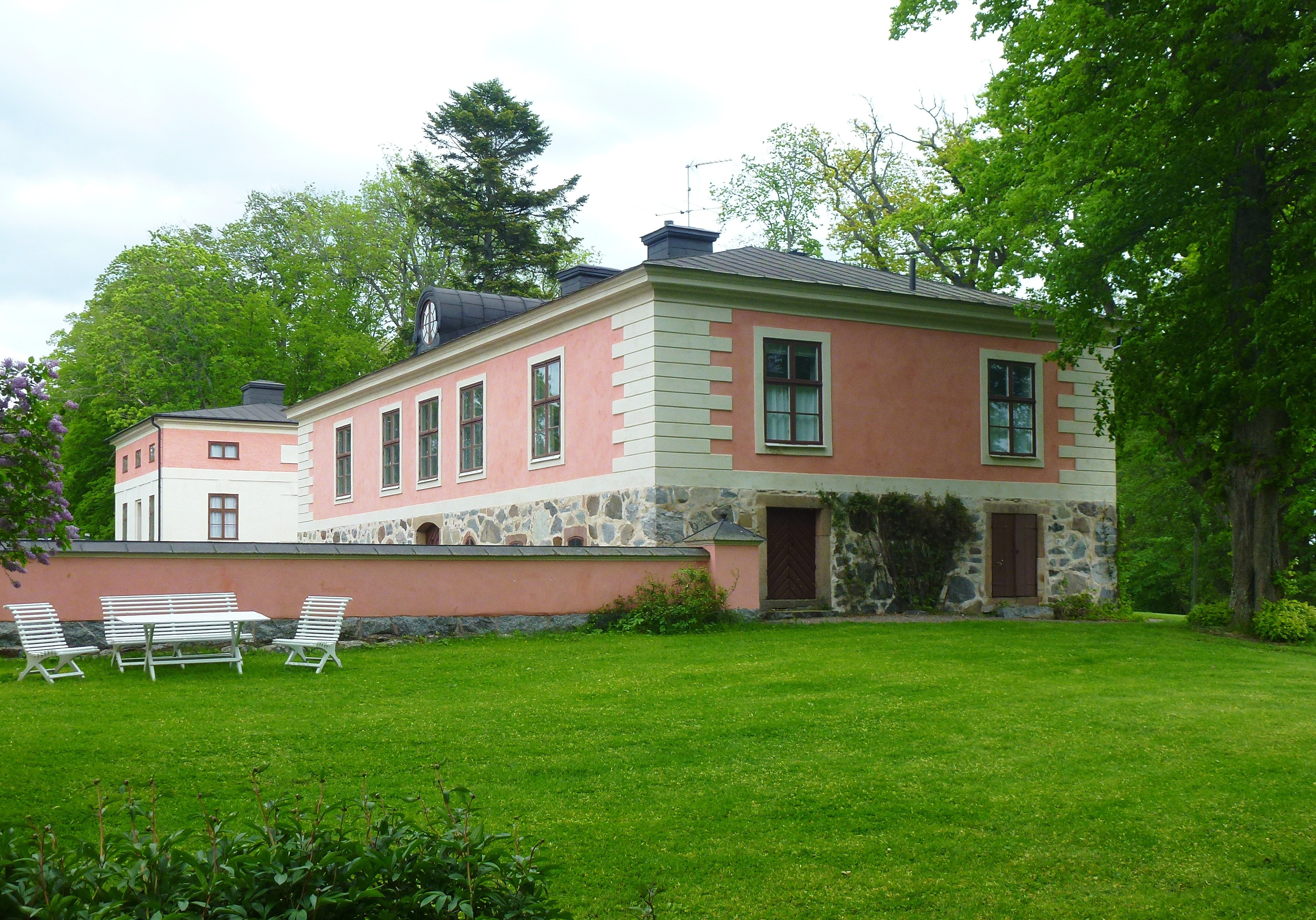
Flyglarna mot sydost
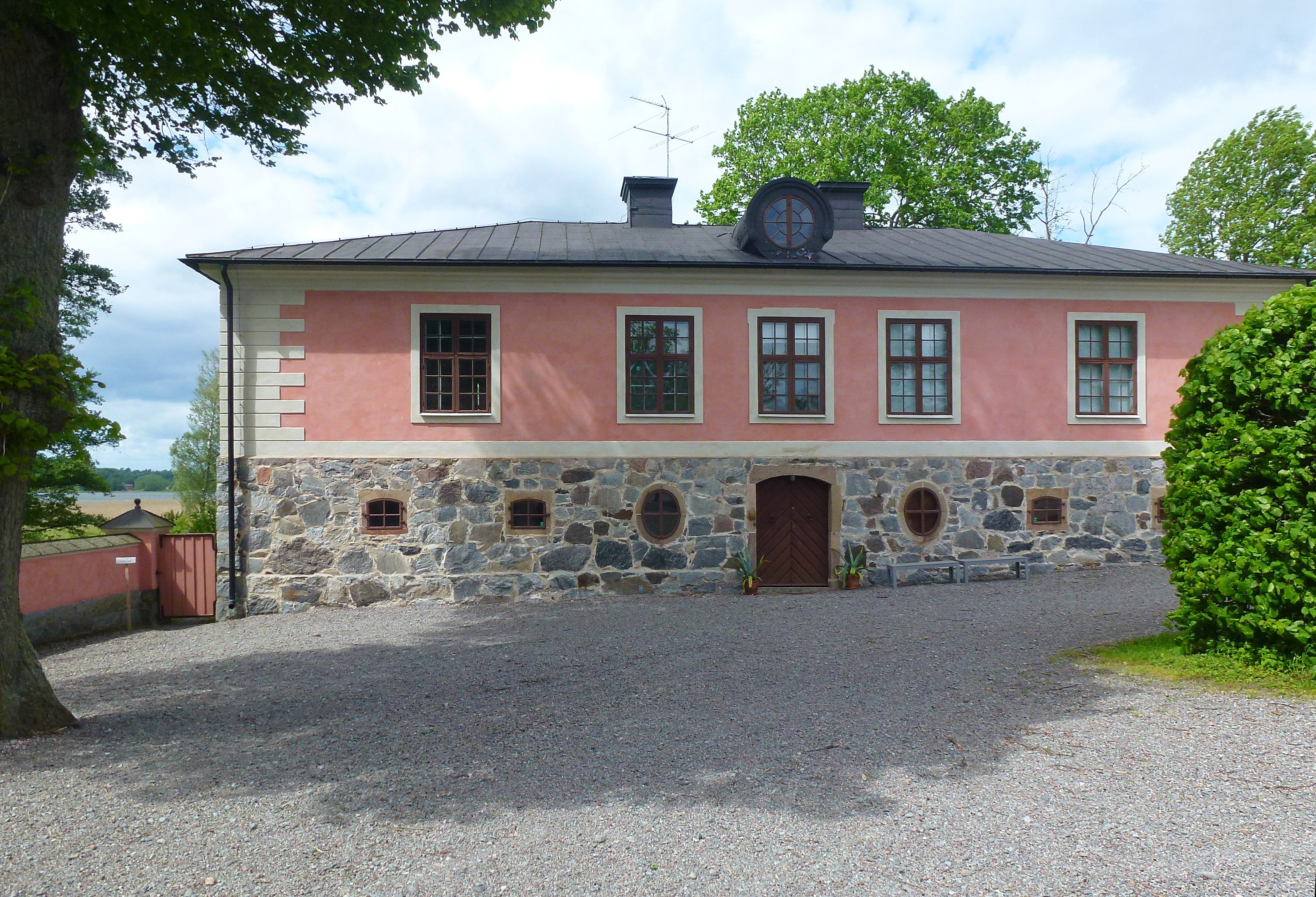
Inre flygeln mot nordväst
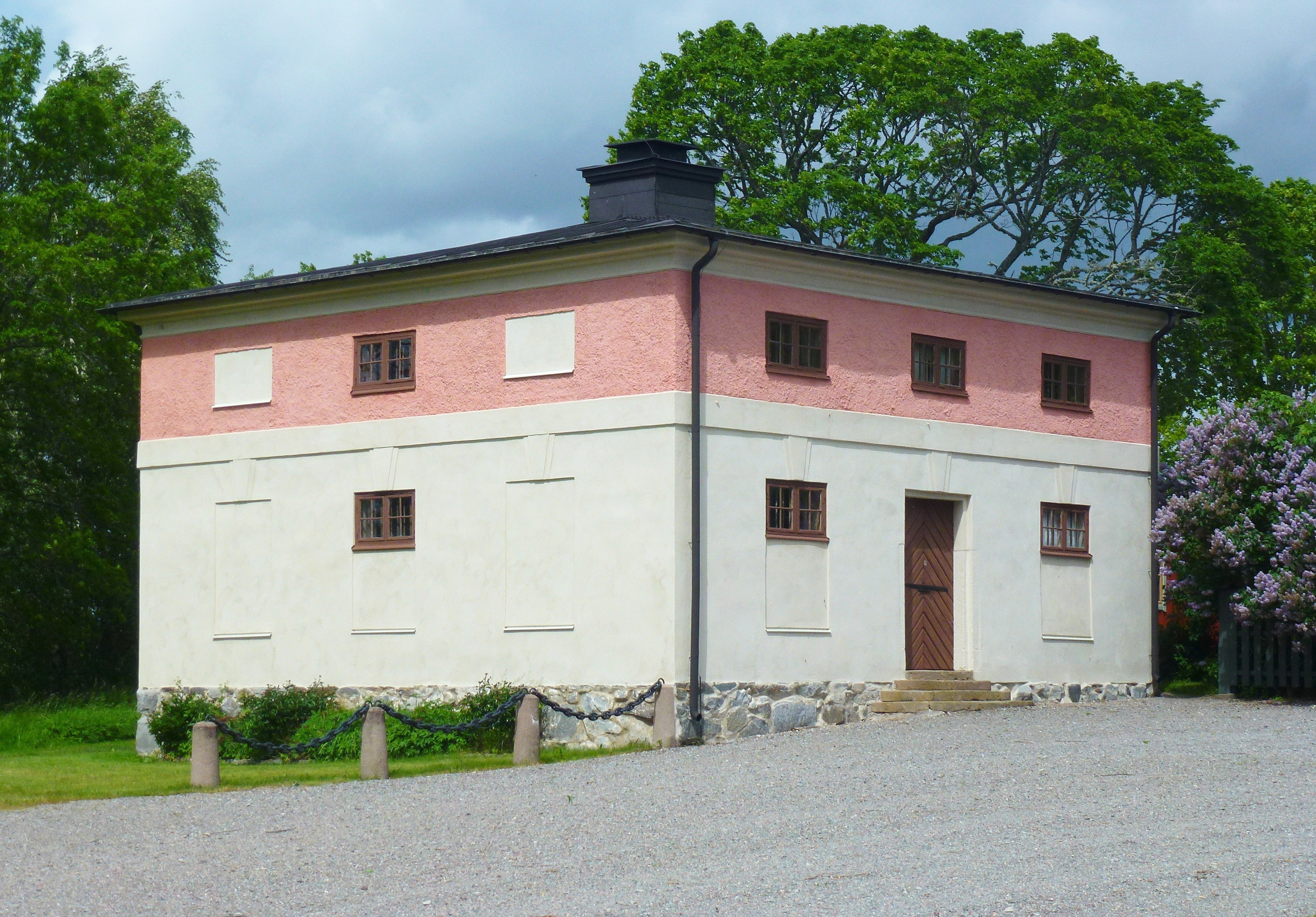
Yttre flygeln mot nordväst
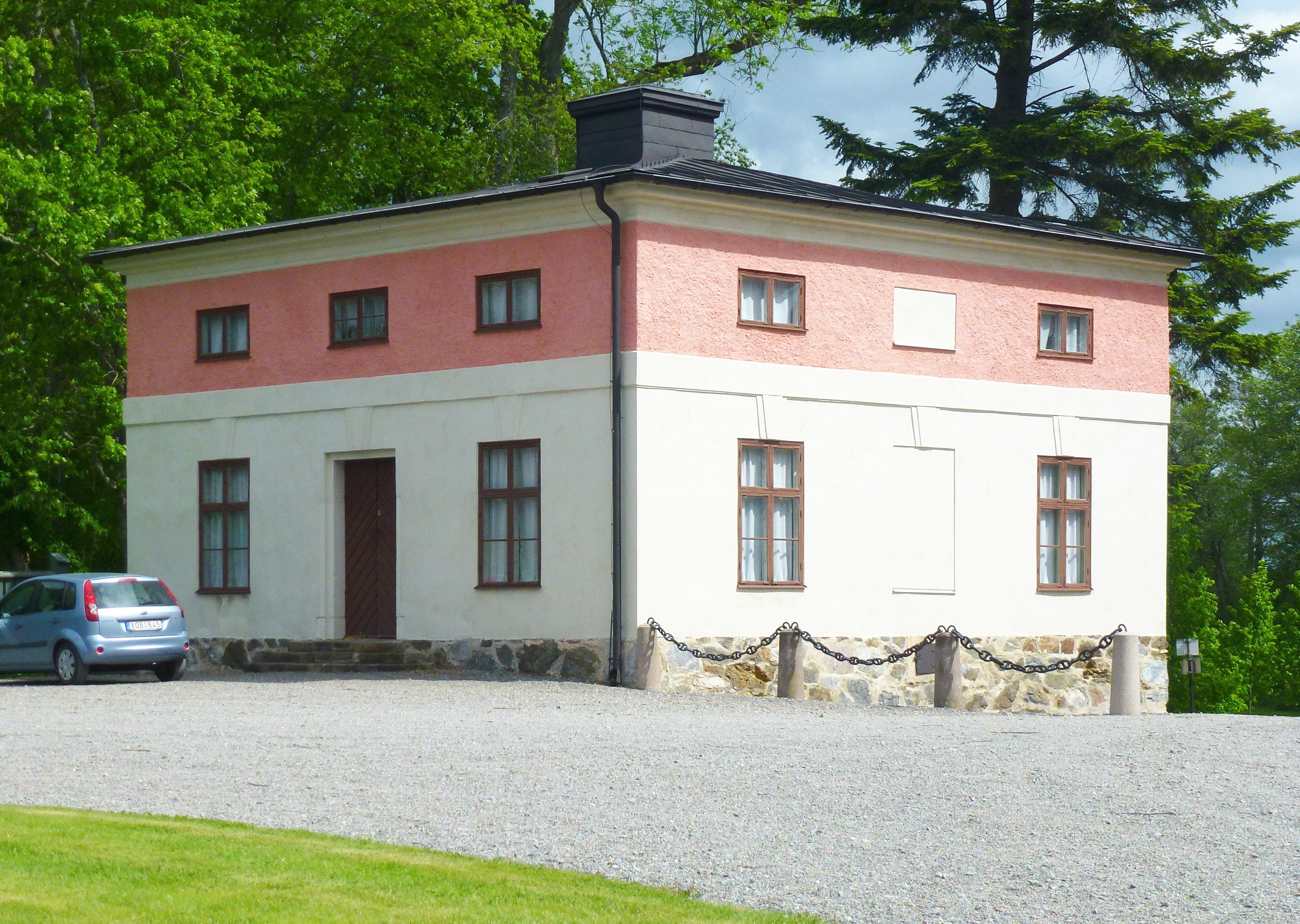
Yttre flygeln mot sydost
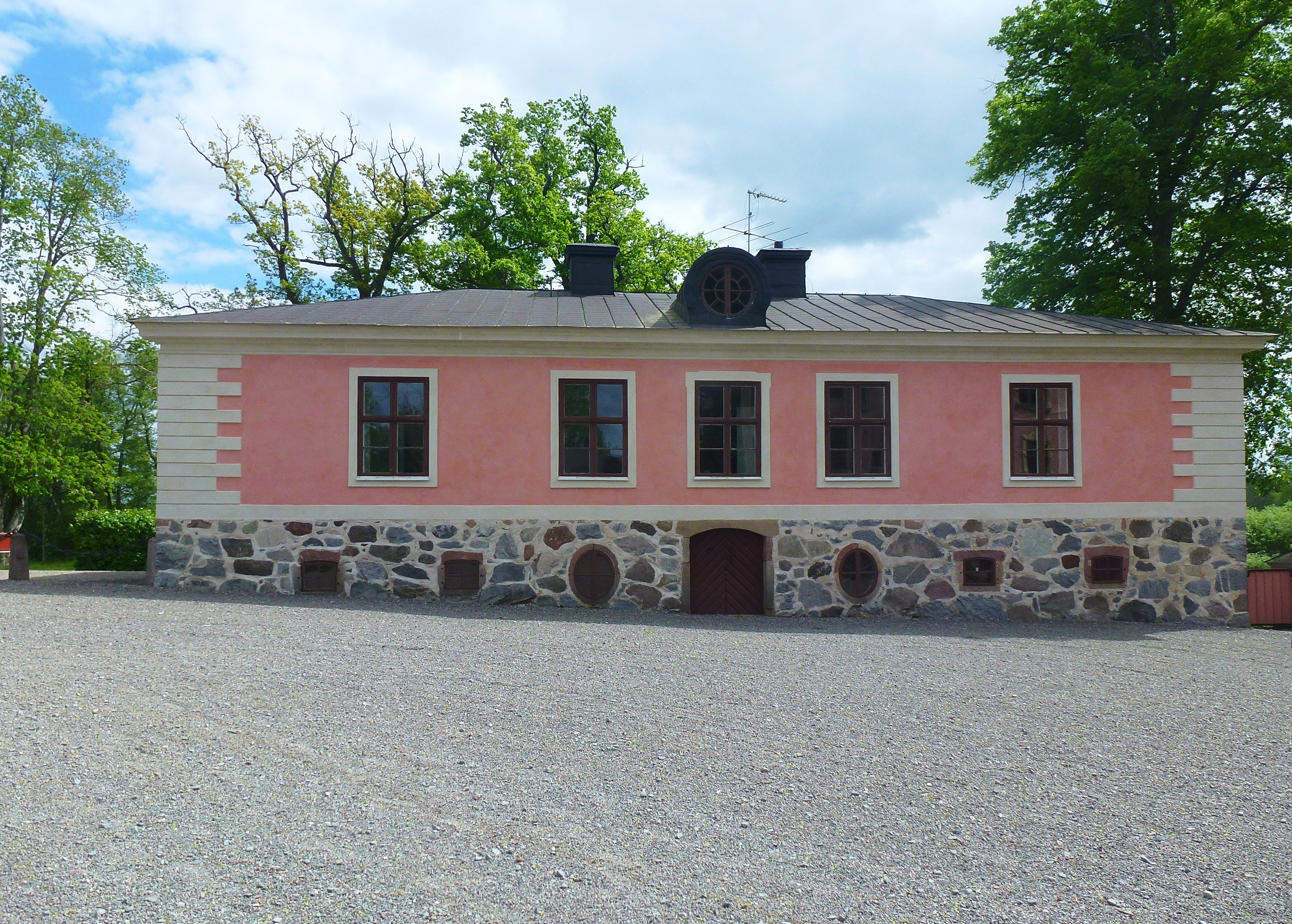
Inre flygeln mot sydost

## Interiör
Slottet var tömt på sin original-interiör när Vitterhetsakademien övertog byggnaden 1962. Sedan dess har man försökt att inreda rummen med passande möbler och man lyckades även att köpa tillbaka några originaldelar. I vindens tidigare rustkammare finns en omfattande samling av allmogeföremål som Herbert Rettig hade samlat på sig för ett framtida allmogemuseum. Rettigs bibliotek liksom deras lägenhet på vinden är fortfarande bevarad. Det stora köket ligger i källarvåningen och härrör från 1800-talets slut. Inredningen levererades från Bolinders. Här återfinns även den så kallade "fängelsehålan" som i själva verket är matkällaren.

### Interiörbilder

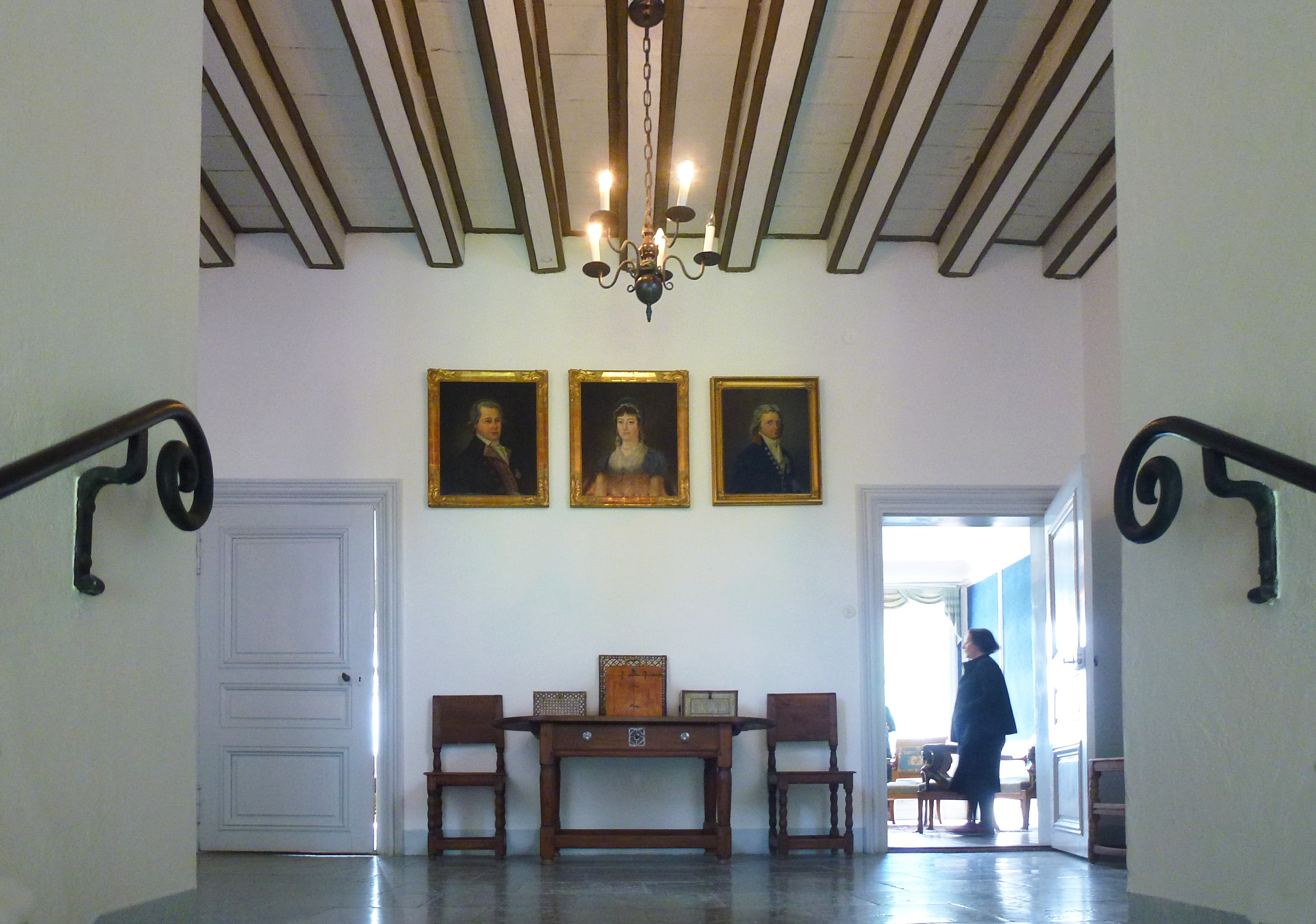
Trapphus
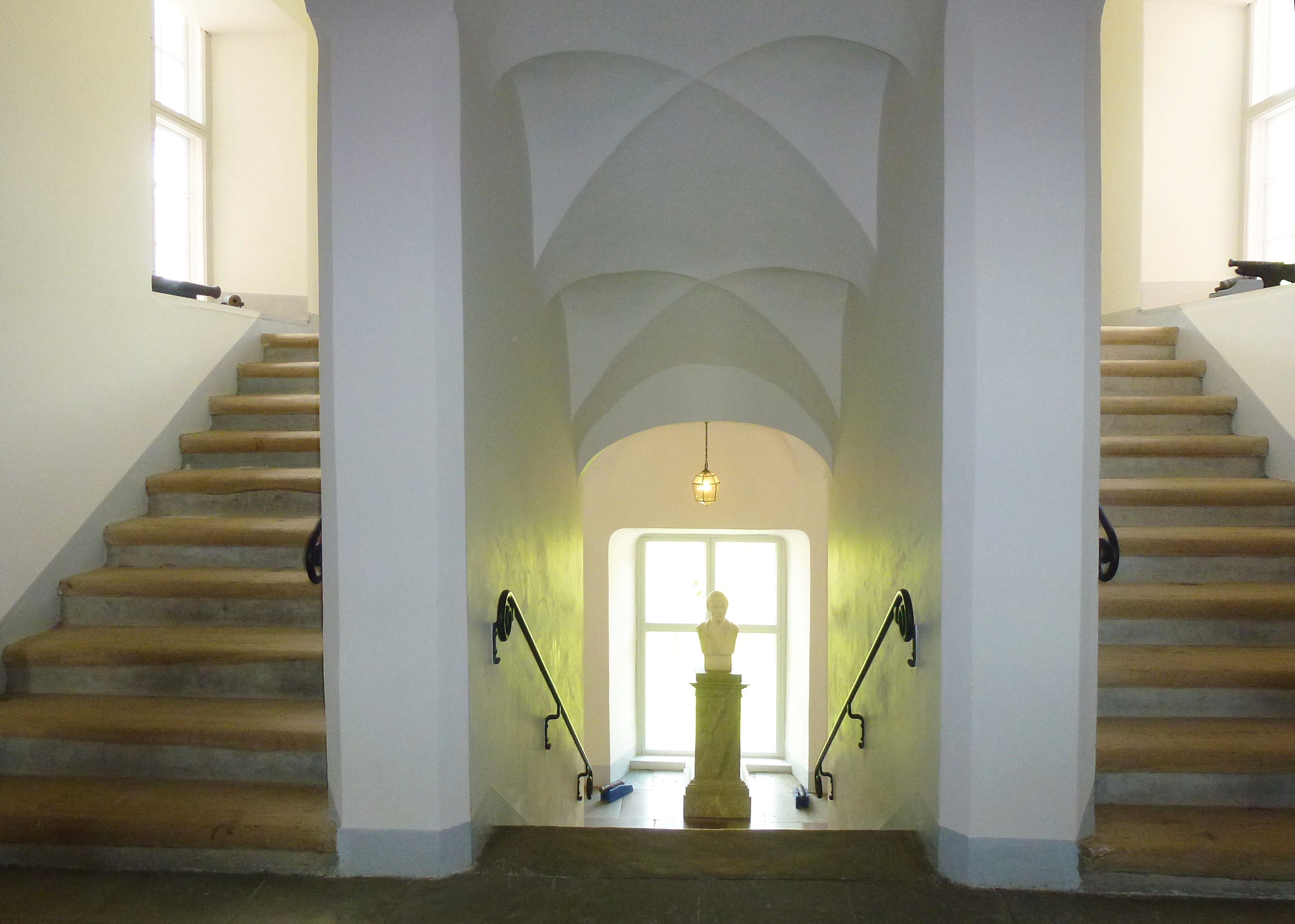
Trapphus
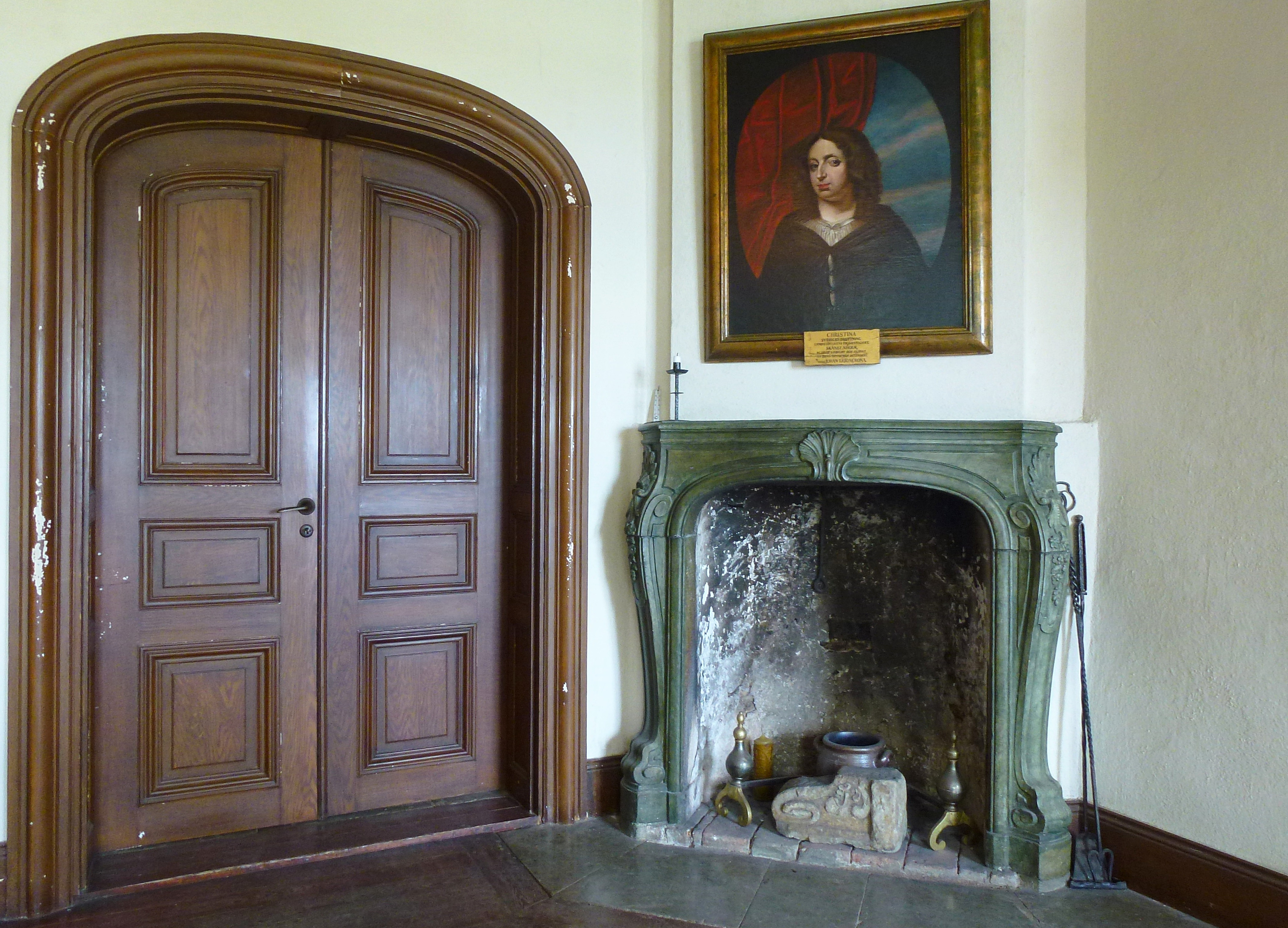
Matsal
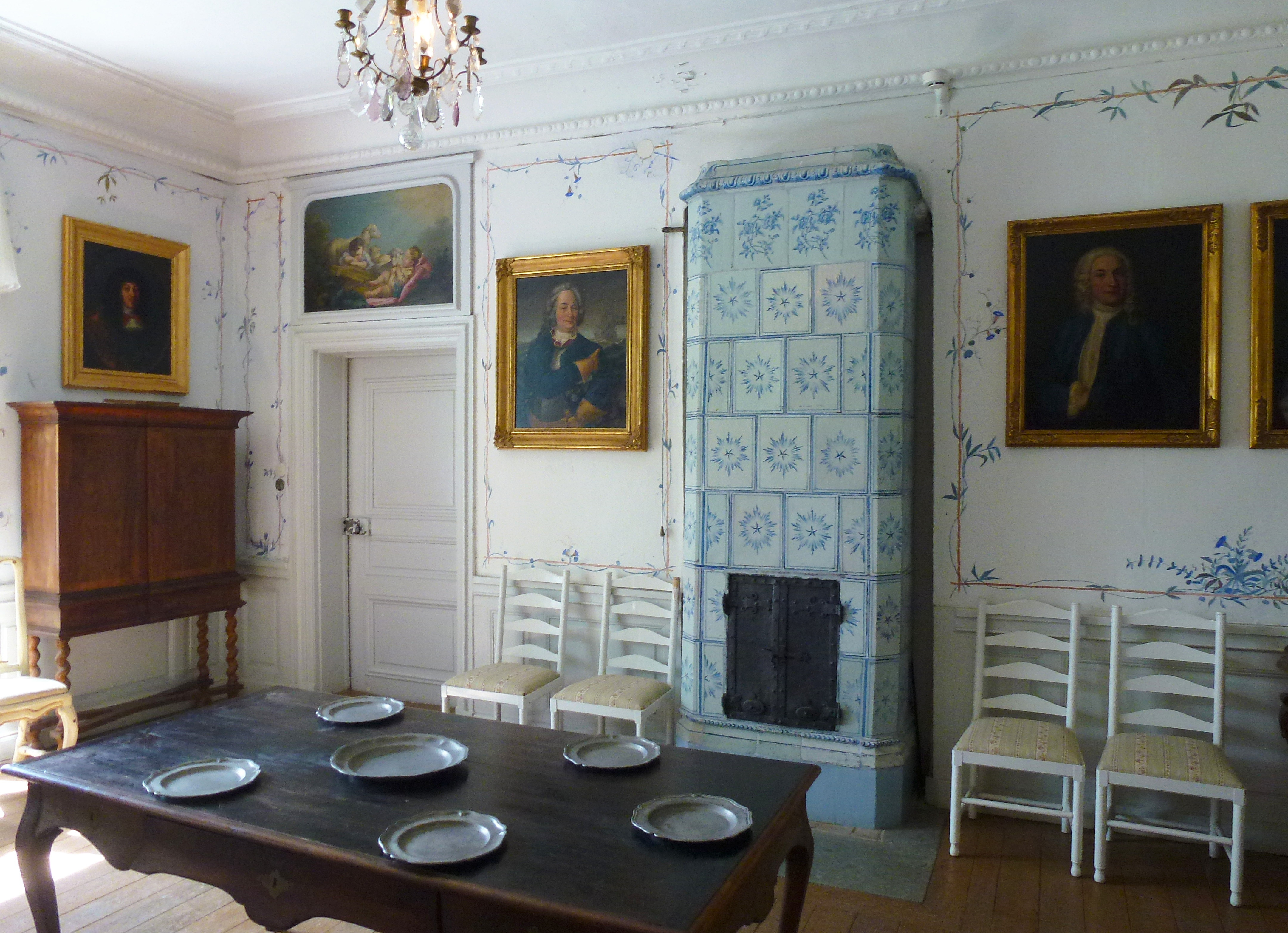
Salong
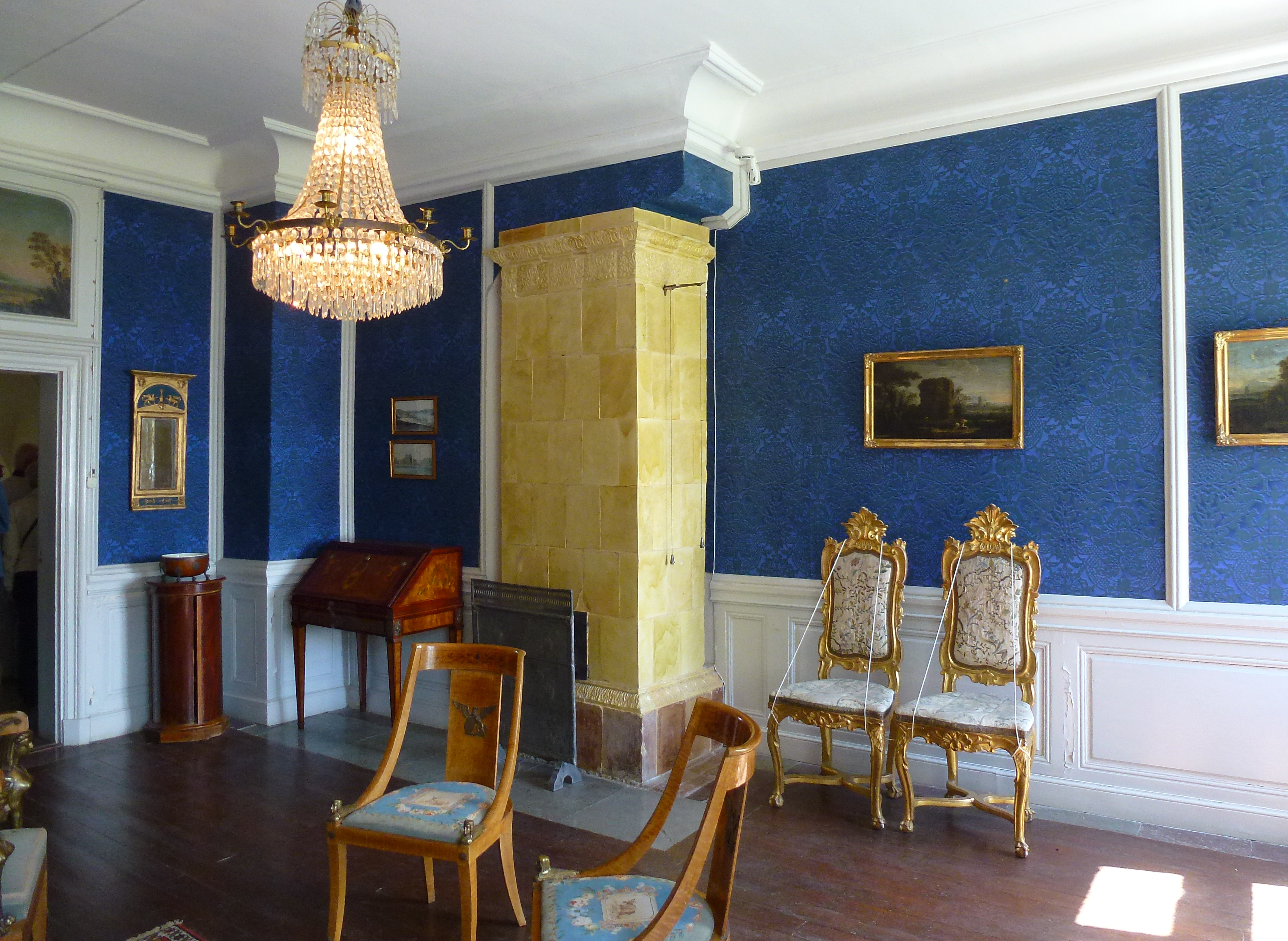
Herrarnas salong
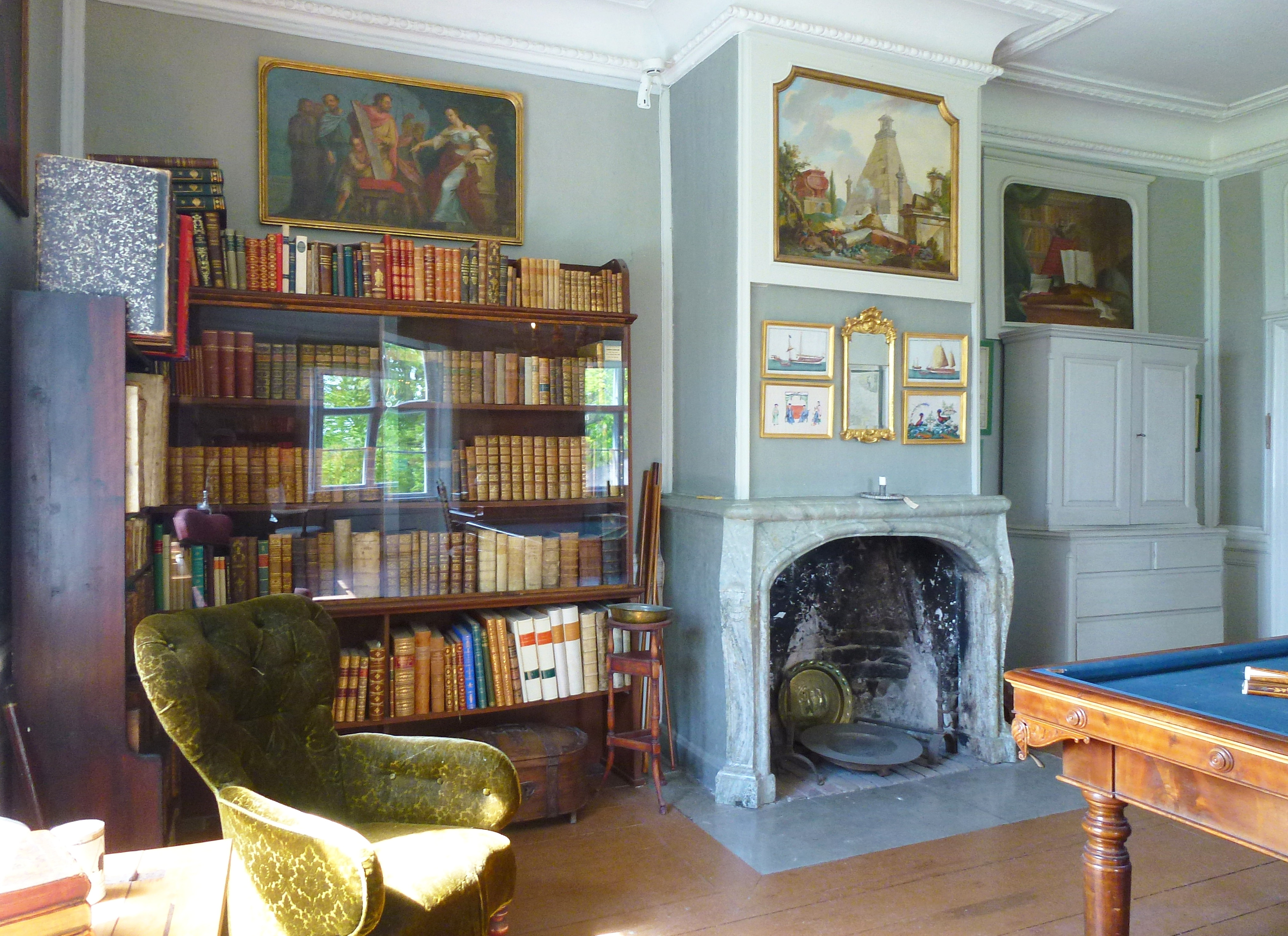
Biblioteket
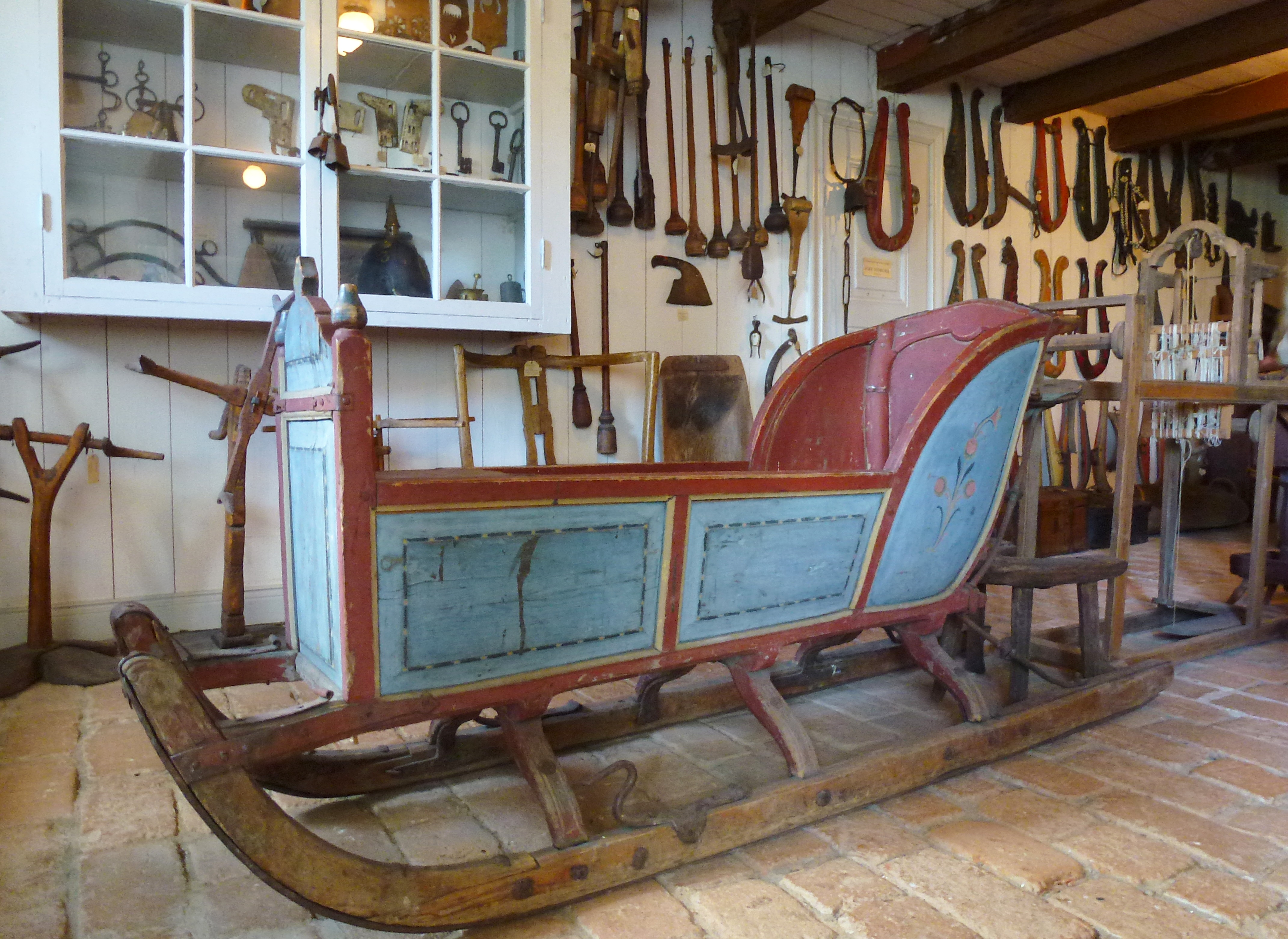
Allmogesamlingen
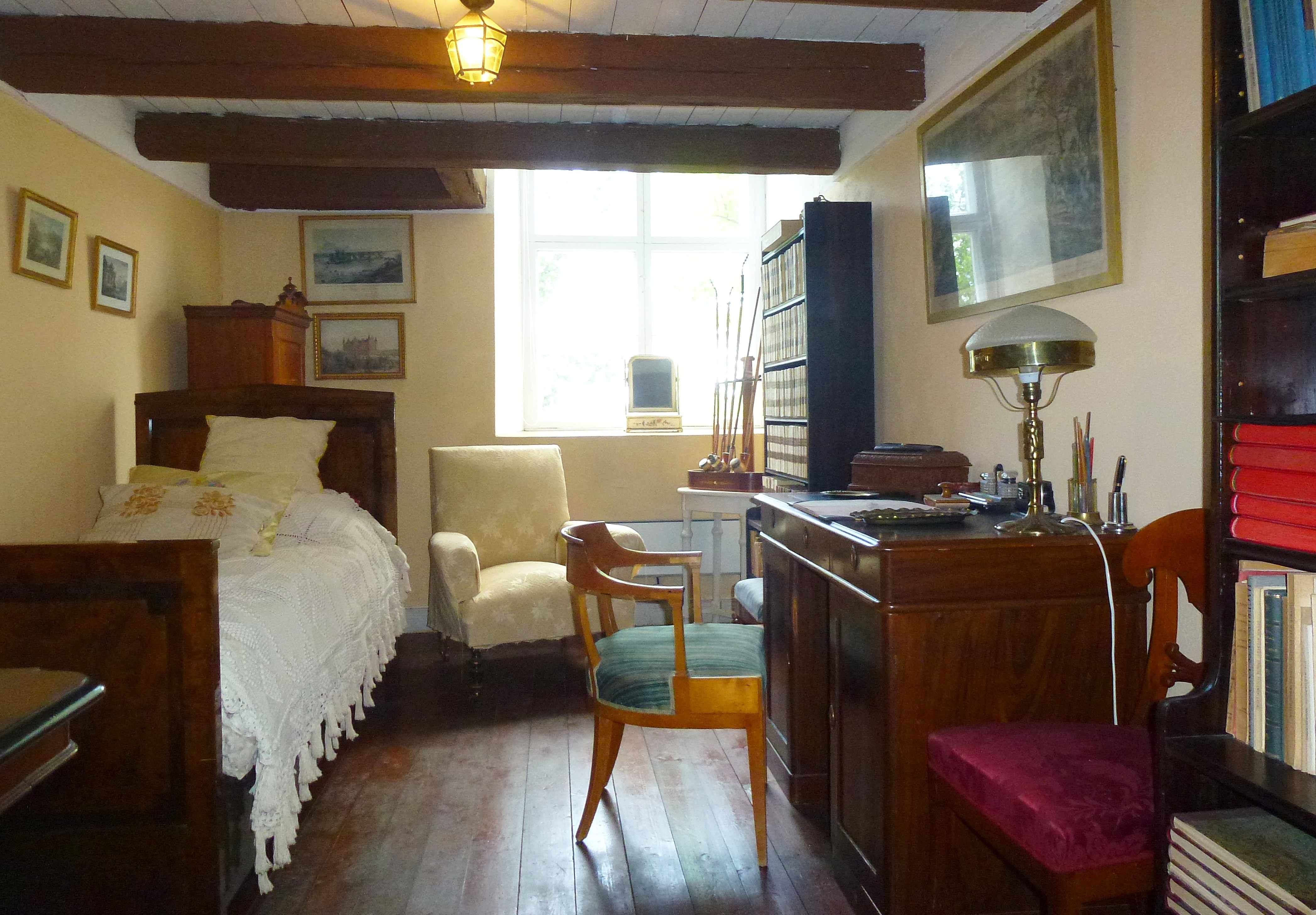
Herbert Rettigs rum
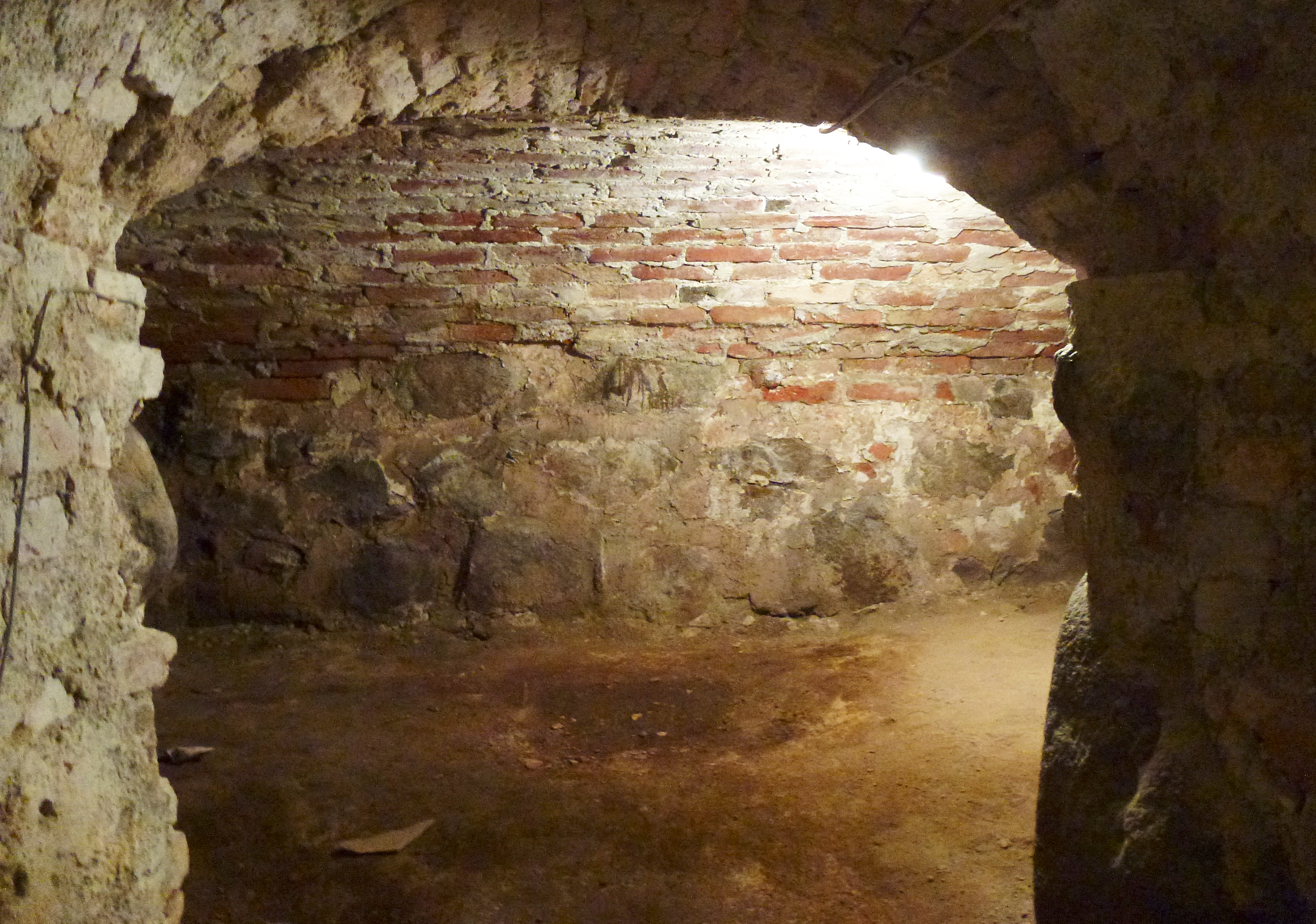
"Fängelsehålan"
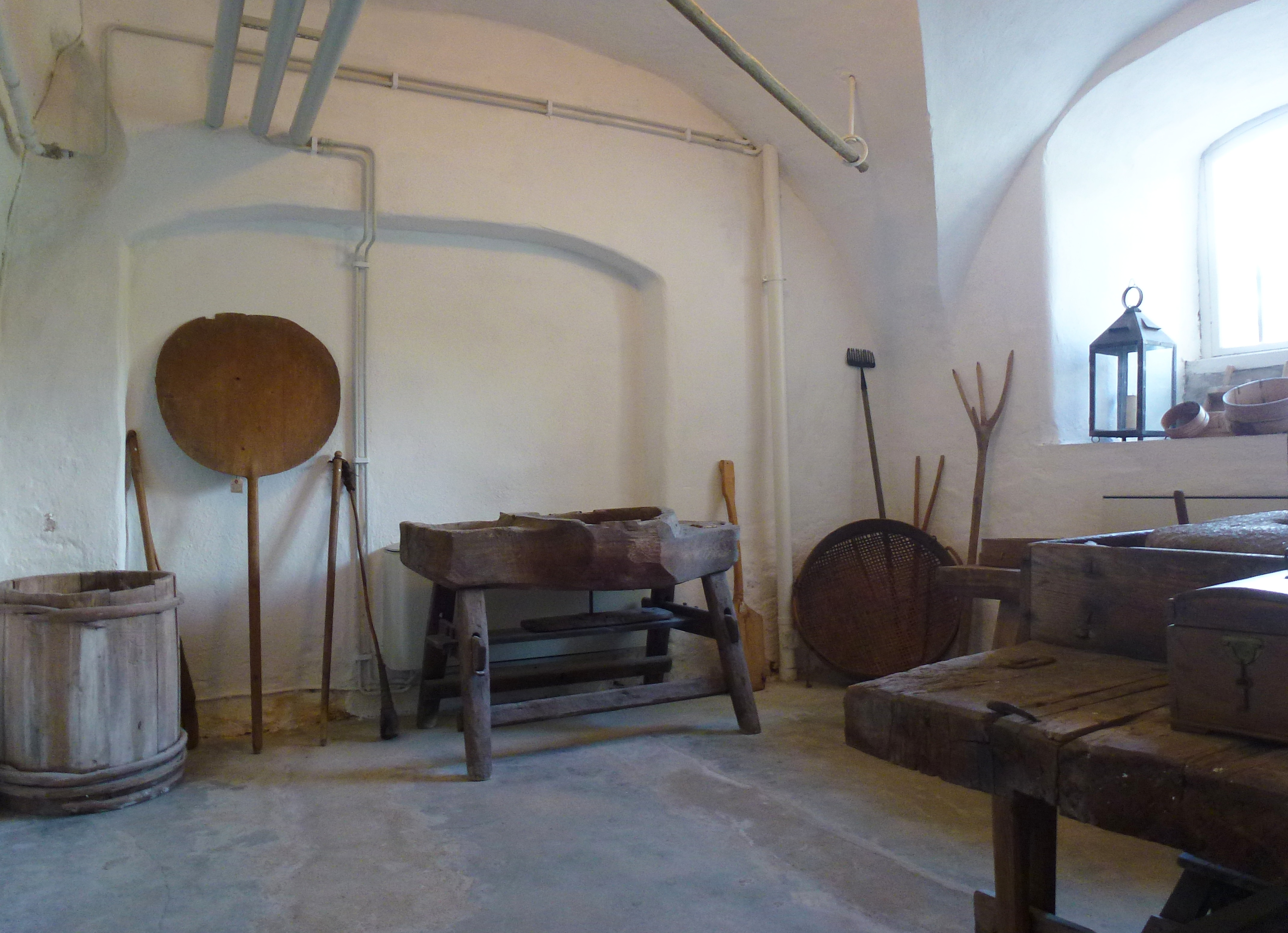
Bakstugan
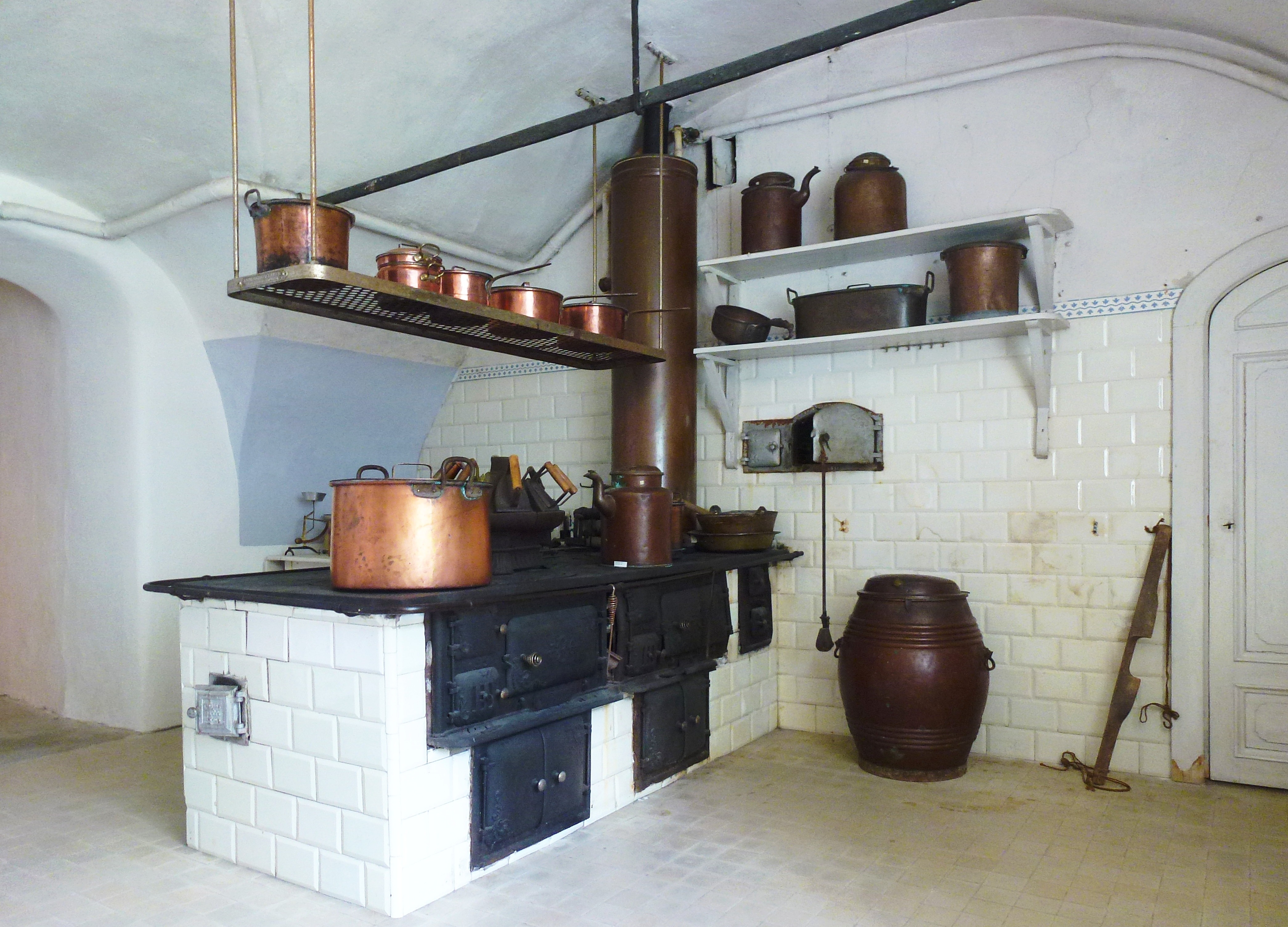
Köket
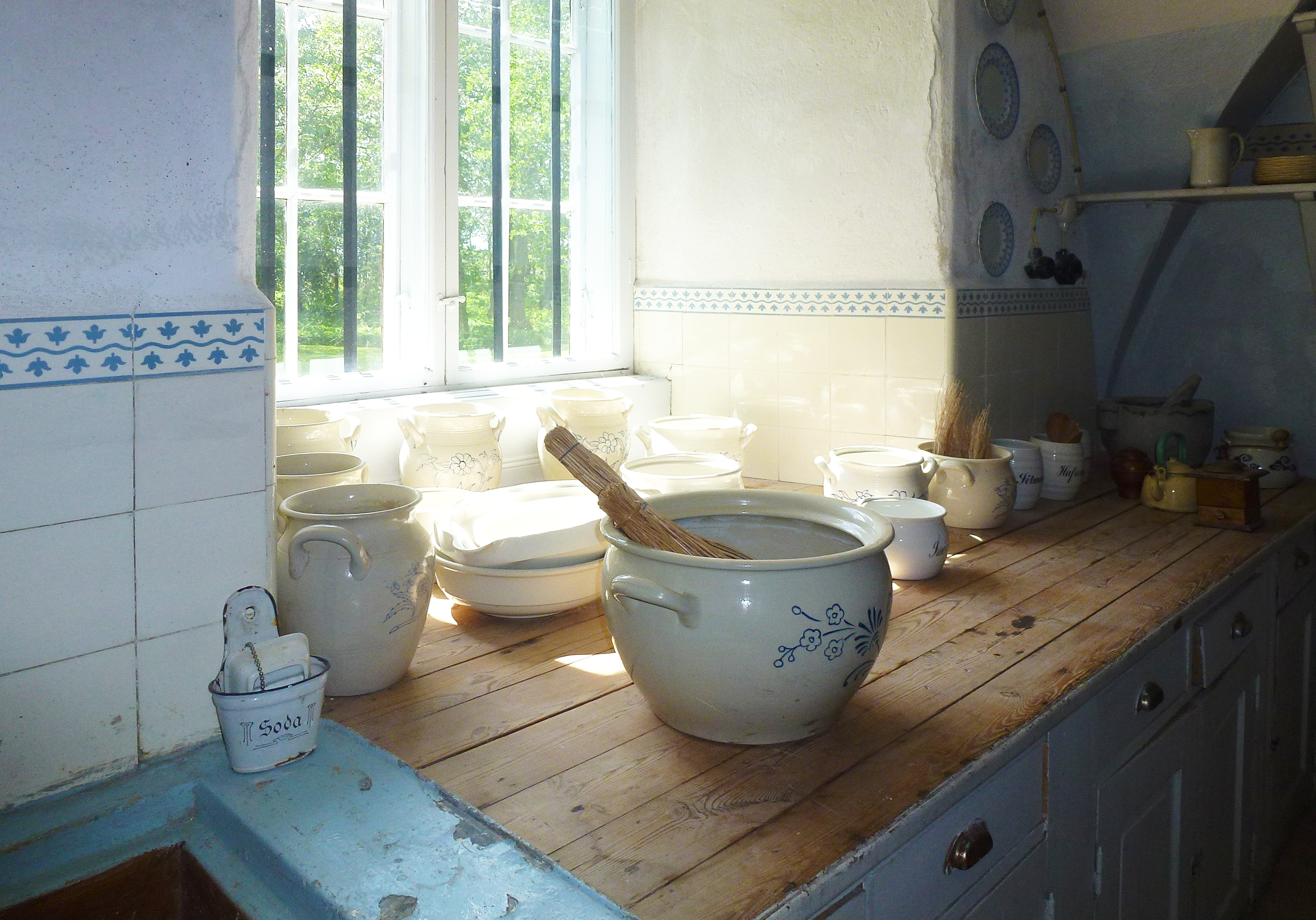
Köket

## Övrigt
Tomas Linnalas humoristiska roman Fader vår från 2008  utspelar sig huvudsakligen på Skånelaholms slott. Handlingen i romanen, som utspelar sig i nutid, bär tydliga spår efter de människor och de verksamheter som funnits på slottet.